# Отдел истории наук о Земле
Отде́л исто́рии нау́к о Земле́ — подразделение Института истории естествознания и техники им. С. И. Вавилова РАН, выполняющее фундаментальные научные исследования и прикладные разработки в области истории географии и геологии. В Отделе работают 17 сотрудников, в том числе один член-корреспондент РАН, три заслуженных деятеля науки Российской Федерации, пять докторов наук, семь кандидатов наук.

## История

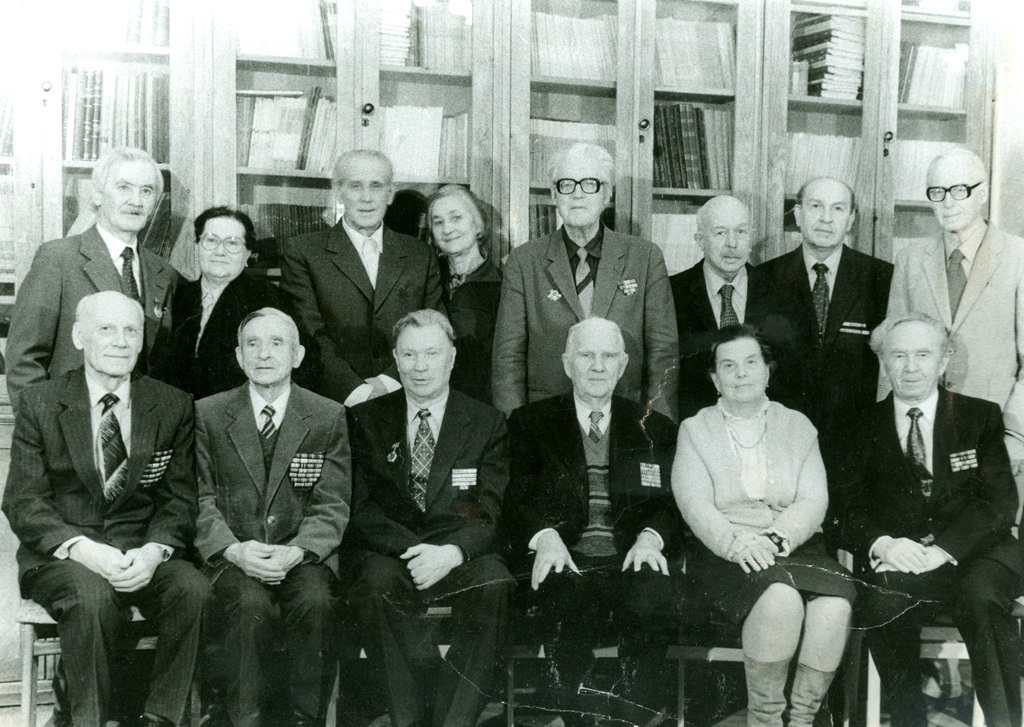
Ветераны войны в ОНЗ ИИЕТ РАН (1995)

В 1953 году в ИИЕТ АН СССР был создан сектор истории геолого-географических знаний (Сектор истории геолого-географических наук, горной и металлургической науки), который возглавил С. В. Шухардин (1917—1980).
В 1961—1988 годах сектором руководил И. А. Федосеев (1909—1998).
В 1988—2005 годах его возглавлял А. В. Постников. В этот период сектор стал называться Отделом истории наук о Земле.
С 2005 года отделом заведует В. А. Широкова.

## Направления деятельности
Последние 20 лет Отдел ведет работы по многим научным направлениям в рамках основной темы — «История наук о Земле: исследования, этапы развития, проблемы»:
- Исторический анализ возникновения и эволюции: проблем и идей в географии и геологии; крупных научных географических и геологических школ, роли их основоположников, ведущих ученых в развитии мировой науки, в установлении и обосновании приоритетов в открытиях, в разработке новых методов, фундаментальных теорий и т. п.; отдельных направлений географии и геологии; организационных форм научной деятельности; географических и геологических исследований и открытий
- Выявление основных связей между запросами практики и развитием географии и геологии, взаимодействия отдельных направлений на разных этапах истории наук о Земле
- Анализ исторического материала и обоснование, на его основе, необходимости сохранения особо важных природных территорий и объектов
- Ретроспективное восстановление наблюдений за географической средой и, на их основе, разработка мероприятий по уменьшению негативных последствий воздействия неблагоприятных и опасных природных явлений на экологическую ситуацию.
- Сбор различных эмпирических данных о былых состояниях природной среды для создание геоинформационной базы и её использования в современных исследованиях динамики природных процессов и прогнозах их дальнейшего развитии
- Изучение деятельности крупных научных и просветительских центров России в их исторической перспективе
- Подготовка материалов просветительского и научно-популярного характера по истории геолого-географических знаний, освещающих вклад отечественных и зарубежных ученых географов и геологов[источник не указан 2520 дней].

## Основные результаты
Создано новое направление научных изысканий — историко-географическое исследование исторических водных путей России и их роли в изменении экологической обстановки в регионе. Впервые разработаны и обоснованы теоретические и методологические основы комплексной научно-исторической и гидроэкологической оценки исторических водных путей.
Сформулированы и активно пропагандируются основные направления научно-просветительской деятельности Отдела: «Географические открытия: путешественники и мореплаватели», «Научные биографии ученых географов и геологов», «Экотуризм и старинные водные пути России», «Московские ученые географы и геологи», «Русские экспедиционные художники».
С 2007 года регулярно издаются сборники «История наук о Земле» (отв. редактор В. А. Широкова), к настоящему времени издано четыре выпуска, в которых опубликованы более 500 статей.
Вышла серия научно-популярных книг, энциклопедий, альбомов — «Энциклопедия для детей. География. История географических открытий» (2000), «Географические карты» (2002), «Вода» (2001), «Реки и озера» (2002), «Океаны и моря» (2007), «М. В. Ломоносов и академические экспедиции XVIII века» (2011), «Вода: реки и озера, океаны и моря» (2012) и др.
В 2008 году отдел организовал и успешно провел международную научную конференцию «История наук о Земле: исследования, этапы развития, проблемы»; в 2002 и 2011 гг. — III и XII годичные конференции Института, в 2011 г. — межрегиональную научную конференцию «Тихвинская водная система: 300 лет идее создания, 200 лет от начала эксплуатации» и др.
Отдел поддерживает научные связи с Институтом географии РАН, Геологическим музеем имени В. И. Вернадского РАН, Уфимским научным центром РАН, Комплексным НИИ Чеченской республики РАН, Географическим факультетом МГУ имени М. В. Ломоносова, Ставропольским государственным университетом, Музеем Мирового океана, институтом истории науки Польской академии наук.

### Сборники статей
- История наук о Земле: Сборник статей. Вып. 1 / Сост. Н. Н. Щербинина; Отв. ред. В. А. Широкова. — М.: ИИЕТ РАН, 2007. — 312 с. — ISBN 978-5-98866-015-6.